# San Luis Chupactic
San Luis Chupactic är en ort i Mexiko.   Den ligger i kommunen San Cristobal De Casas och delstaten Chiapas, i den sydöstra delen av landet, 800 km öster om huvudstaden Mexico City. San Luis Chupactic ligger 2 292 meter över havet och antalet invånare är 223.
Terrängen runt San Luis Chupactic är lite kuperad. Runt San Luis Chupactic är det tätbefolkat, med 459 invånare per kvadratkilometer. Närmaste större samhälle är San Cristóbal de las Casas, 5,7 km väster om San Luis Chupactic. I omgivningarna runt San Luis Chupactic växer i huvudsak städsegrön lövskog.